# Kid Icarus (jeu vidéo)
Vous lisez un « bon article » labellisé en 2010.
Kid Icarus (光神話 パルテナの鏡, Hikari Shinwa: Parutena no Kagami) est un jeu vidéo de plates-formes, le premier de la série qui porte son nom. Développé par Nintendo R&D1 et édité par Nintendo, le jeu est sorti sur Famicom Disk System en 1986 au Japon. Il sort ensuite sur Nintendo Entertainment System en 1987 aux États-Unis et en Europe. Une réédition sort au Japon en 2004 sur Game Boy Advance dans le cadre de la collection Famicom Mini. Le jeu est également ressorti, en février 2007, sur la Console virtuelle de la Wii.
Le développement de Kid Icarus, comme celui de Metroid — jeu avec lequel il partage beaucoup de points communs — a débuté après une période où Nintendo avait sorti un grand nombre de jeux à succès. Le titre a été produit par Gunpei Yokoi et réalisé par Satoru Okada ; sa musique a été composée par Hirokazu Tanaka. L'action du jeu se déroule dans le Royaume des Anges et suit l'histoire de Pit, dont la quête va être de sauver le royaume et la déesse de la Lumière, Palutena, de Médusa, la déesse des Ténèbres.
Kid Icarus a remporté de nombreuses récompenses : IGN l'a classé, en 2003, dans sa liste des 100 meilleurs jeux de tous les temps et GameSpy l'a inclus dans son Hall of Fame. La suite du jeu, Kid Icarus: Of Myths and Monsters est sortie sur Game Boy en 1991. Le troisième titre de la série, Kid Icarus: Uprising, est sorti sur Nintendo 3DS en mars 2012.

## Scénario
À une époque où les hommes et les dieux vivaient en harmonie, deux déesses régnaient sur le Royaume des Anges : Palutena, celle de la Lumière et Médusa, celle des Ténèbres. Palutena fournit la lumière et aide les mortels pour leurs récoltes ; Médusa, elle, les méprise, utilise l'obscurité pour détruire leurs récoltes et les transforme en pierre. Furieuse, Palutena a transformé Médusa en un monstre hideux et l'a bannie dans le monde des Ténèbres.
Mais Médusa ne veut pas se laisser faire. Elle réunit alors une armée de monstres et de démons afin de conquérir le territoire de Palutena, le Palais des Cieux. La guerre éclate et les troupes de Médusa l'emportent sur celles de Palutena ; cette dernière est emprisonnée. Médusa saisit les trois Trésors Sacrés : le bouclier Miroir, la flèche de Lumière et l'aile de Pégase, et les confie à ses trois meilleurs vassaux.
Défaite et emprisonnée, Palutena n'a plus qu'un seul espoir : obtenir l'aide de Pit, un jeune ange retenu aux Enfers. Utilisant ses dernières ressources, Palutena envoie à Pit un arc magique. C'est ainsi que ce dernier entame sa quête visant à s'échapper des Enfers, récupérer les Trésors Sacrés qui l'aideront à battre Médusa, sauver Palutena et restaurer la paix au Royaume des Anges.
Pit retrouve ces trois trésors et bat Médusa. Après sa victoire, il retourne au Royaume des Anges où Palutena, remise en forme, le remercie. Suivant la façon dont le joueur a parcouru le jeu, il est possible que Palutena embrasse alors Pit.

## Système de jeu
Kid Icarus est un jeu vidéo de plates-formes dans lequel le joueur contrôle Pit dans un monde représenté en deux dimensions. Le gameplay incorpore des éléments habituellement présents dans les jeux d'action et d'aventure. Pit commence l'aventure avec un arc et des flèches pour seules armes, et avec la seule capacité de sauter. En explorant les niveaux et en récoltant des bonus, le joueur peut donner à Pit de nouvelles capacités et améliorer ses armes et son armure. Parmi les bonus apparaissant dans le jeu figurent par exemple l'arc sacré, qui permet d'augmenter la portée des flèches, ou la protection de cristal, qui protège Pit de certaines attaques. Il y a plusieurs façons de se procurer des bonus, comme le marché noir où le joueur doit les acheter, la Chambre Sacrée où un dieu donne à Pit, sous certaines conditions, des flèches plus puissantes, et le centre de test, où Pit peut recevoir un bonus s'il réussit l'entraînement. En plus des ennemis ordinaires, Pit rencontre parfois des boss qu'il doit vaincre pour pouvoir progresser dans l'aventure. Le fait de battre un ennemi ordinaire rapporte généralement des cœurs, utilisés comme monnaie, alors que battre un boss apporte à Pit plus de puissance. Pour augmenter sa barre de vie, Pit doit trouver des bouteilles de vie ou aller à la source d'eau chaude.

## Développement
Après le succès de nombre de ses jeux de plates-formes au cours des années 1980, dont Donkey Kong (1981), Ice Climber (1985) et Super Mario Bros. (1985) mais aussi du jeu d'aventure The Legend of Zelda (1986), Nintendo voulait essayer un nouveau genre. La société a alors commencé à travailler sur un jeu d'action, répondant au nom de Metroid. Nintendo a sorti Metroid sur Famicom Disk System le 6 août 1986 et sur NES un an plus tard. Kid Icarus a été développé conjointement à ce dernier ; les deux jeux partagent d'ailleurs des éléments (par exemple, les métroïdes, ennemis du jeu Metroid, apparaissent dans Kid Icarus), et certains développeurs ont participé aux deux. Kid Icarus et Metroid ont été produits par le même homme, Gunpei Yokoi, qui avait déjà produit Donkey Kong, Donkey Kong Jr. (1982) et Mario Bros. (1983). La musique, elle, est composée par Hirokazu Tanaka, qui avait notamment déjà travaillé sur Duck Hunt (1984).
Kid Icarus est considéré comme un jeu réunissant des éléments des trois plus grosses franchises de Nintendo de l'époque (Zelda, Mario et Metroid) dans lequel le personnage principal, Pit, peut « sauter comme Mario, améliorer ses performances grâce à des objets comme Link et tuer des ennemis comme Samus ». Après avoir battu Médusa, le joueur peut se trouver face à des fins différentes, en fonction de la façon dont il a joué. Kid Icarus contient plusieurs fins possibles, cinq au total. Dans chacune, Pit est chargé d'une mission différente ; les trois premières font figurer un Pit de taille normale et doté d'un casque qui symbolise sa mission alors que les deux autres le transforment en ange géant. La version japonaise du titre ne contient pas la cinquième fin présente dans la version américaine, dans laquelle la pièce s'éclaire et laisse apercevoir des éléments de l'arrière-plan.
La version nord-américaine de Kid Icarus utilise un système de mots de passe utilisant des codes de 24 caractères, ce qui était nouveau dans l'industrie du jeu vidéo à l'époque. Ces codes permettaient aussi de modifier le gameplay du jeu : ainsi, « ICARUS FIGHTS MEDUSA ANGELS » donnait au joueur l'invincibilité et un nombre de plumes illimité,. Cependant, tous les codes pré-programmés ont été retirés de la version sur Console virtuelle, les seuls restants étant donc ceux affichés lorsque le joueur perd.
Équipe de développement :
- Producteur exécutif : Hiroshi Yamauchi ;
- Producteur : Gunpei Yokoi ;
- Réalisateur : Satoru Okada ;
- Scénario : M. Inusawa ;
- Art Design : M. Haigo ;
- Graphic Design : M. Makorin ;
- Programme principal : Nonae Yoshikawa, Jodnoe Togaway, Ban Ban ;
- Game Design : Masao Yamamoto, Hiroji Kiyotake, Yoshio Sakamoto, Masafumi Sakashita, Makoto Kanoh ;
- Compositeur : Hirokazu Tanaka[1].

## Accueil
Kid Icarus, tout en étant considéré comme un classique du jeu vidéo, a reçu des critiques rétrospectives nuancées. Dans un test de la version sur Console virtuelle, GameSpot a souligné que le système du jeu n'est pas très original mais qu'il était assez rafraîchissant en 1987. Le site a ajouté que la musique était bien composée mais que les bruitages étaient trop peu nombreux ; GameSpot reproche également au jeu les graphismes trop fades et lui donne la note de 5,1/10, allant avec le qualificatif « médiocre ». Se basant sur la version Famicom Mini du jeu, IGN a fait valoir que le gameplay était amusant, a loué le scénario mais a regretté que le design du jeu eût plus mal vieilli que celui de nombreux autres jeux Nintendo des débuts de la NES. Le test conclut que le gameplay du titre est resté amusant et le note 7/10, correspondant au qualificatif « décent ». IGN a aussi publié une critique de la version sur Console Virtuelle, déplorant alors l'absence des codes de triche et affirmant donc qu'il manquait quelque chose ; la note donnée est la même, celle de 7/10. De son côté, Eurogamer souligne qu'« il est très agréable et amusant, un peu comme Rainbow Islands, mais pas aussi intéressant et coloré » et lui accorde la note de 6/10. Le site Jeuxvideo.com quant à lui, bien que notant que le titre ait vieilli, affirme que « force est de constater que Kid Icarus reste et restera un grand jeu de l’ère 8 bits ».
Bien qu'étant sorti dans l'ombre de Metroid, Kid Icarus est généralement considéré comme un jeu de très bonne qualité. En 2003, IGN l'a classé à la 84e place de sa liste des 100 meilleurs jeux de tous les temps et il a été inclus dans le Hall of Fame de GameSpy. IGN l'a aussi classé 20e de son top 100 des meilleurs jeux NES. Dans le numéro 199 du magazine Nintendo Power, il est arrivé 54e du top des 200 plus grands jeux Nintendo de tous les temps. Le magazine l'a également désigné 20e meilleur jeu NES, félicitant son gameplay et sa musique mais regrettant une « difficulté sans merci ». WeDoLists a classé Kid Icarus à la septième position des jeux les plus difficiles de tous les temps, notant « Ne vous laissez pas tromper par ce jeu. Le jeu possède de réelles qualités, mais il est si difficile que vous allez passer plusieurs jours à essayer de terminer le premier monde. ». Le jeu est l'une des entrées de l'ouvrage Les 1001 jeux vidéo auxquels il faut avoir joué dans sa vie.

## Postérité
Kid Icarus a fait l'objet d'une suite, Kid Icarus: Of Myths and Monsters, sortie sur Game Boy en 1991. Alors que des rumeurs faisaient état d'une possible suite sur Wii, Yoshio Sakamoto a déclaré qu'il n'était pas informé de ce projet mais a rajouté que Nintendo serait heureux de produire un tel jeu, et qu'ils devraient trouver la bonne façon de le faire ; il a également affirmé que tant que des fans voudront un nouveau jeu, ils essaieront d'en faire un.Il a été récemment confirmé qu'un jeu aurait pu voir le jour sur wii, développé par Factor 5. Quelques concept art de Pit et quelques animations ont été dévoilés. Ce jeu aurait pu être plutôt sombre, il devait s'appeler "Icarus" et Pit aurait été adulte avec un côté un peu "Final fantasy". Un nouveau titre, Kid Icarus: Uprising, a finalement été dévoilé à l'E3 2010 mais pour la Nintendo 3DS, dont il devait accompagner le lancement mais fut finalement reporté à 2012.
Le personnage principal du jeu, Pit, apparaît en caméo dans de nombreux jeux en dehors de la série, comme Tetris (NES) ou F-1 Race (Game Boy). Il est un trophée dans Super Smash Bros. Melee sur GameCube et un personnage jouable de Super Smash Bros. Brawl sur Wii. Un mini-jeu de WarioWare : Twisted! rend aussi hommage à Kid Icarus tandis que Pit joue du violoncelle dans un des mini-jeux de WarioWare : Smooth Moves. Enfin, Pit est un personnage de la série télévisée américaine Captain N (Captain N: The Game Master).
En mai 2011, le studio de développement indépendant Flip Industries a présenté Super Kid Icarus, un jeu de fan non officiel avec des graphismes rappelant les jeux Super Nintendo.